# Феридун Ахмед бей хамам
Хамамът на Ферудин Ахмед бей (на гръцки: Χαμάμ Φεριντούν Αχμέντ Μπεγκ; на турски: Feridun Ahmed Bey Hamam) е османска баня от 1571/72 година и се намира непосредствено до джамията на Баязид на централния площад на Димотика, Гърция.
Според научна публикация на османиста Махиел Кийл на фасадата на хамама преди това е имало надпис, указващ годината 1571/2. Съдържанието на надписа с датата на строежа е известно и на османския пътешественик Евлия Челеби.
Феридун Ахмед бей е висш сановник и писател. Под негово ръководство е построен хамама и едноименна джамия, която е съборена в началото на XX век. Банята е разделена на две отделения с отделни входове - мъжко и женско. Банята престава да функционира в началото на XX век, част от нея е съборена през 70-те години, но днес е защитен паметник с Министерско решение на Министерството на културата на Гърция.